# Arabs in Aspic
Arabs in Aspic, zeitweise Arabs in Aspic II, ist eine 1997 gegründete Progressive-Rock-Band. Sie gilt als Institution des norwegischen Retro-Prog.

## Geschichte
Die 1997 als Black-Sabbath-Coverband gegründeten Arabs in Aspic verfügten in ihren Anfängen über keinen kontinuierlich gepflegten Namen. Der Leadgitarrist und Sänger Jostein Smeby spielte mit Tommy Ingebrigtsen, der sich als Rhythmusgitarrist und Theremin-Spieler einbrachte, in unterschiedlichen Coverbands mit einem Schwerpunkt auf dem Spektrum des Metal. Zur Bandgründung zog das Duo den Hammondorgel-Spieler Magnar Krutvik und den Schlagzeuger Eskil Nyhus sowie dessen Bruder, den Bassisten Terje Nyhus, hinzu. Aus dem Umstand, dass Ingebrigtsen als Weltmeister im Skispringen populär war und auch die weiteren Gründungsmitglieder den Sport betrieben, galt die Band zeitweise als Skispringer-Band; eine Zuschreibung, von der sich die Band weitestgehend emanzipierte.
Die Gruppe agierte anfangs mit diversen Namen. Erst zu einem Auftritt festigte sich die Bezeichnung als Arabs in Aspic. Aus Zuneigung zum King-Crimson-Album Larks’ Tongues in Aspic versuchten die Mitglieder „etwas anderes in ‚Aspic‘ zu packen.“ Zufällig entdeckte die Band auf eBay ein Buch über Cricket mit dem Namen Arabs in Aspic.

„Wir dachten, es sei ein so surrealer Titel, dass wir ihn einfach klauen mussten. Der Bandname passte auch zu unserem damaligen vulgären Sound.“

Nach der Debütveröffentlichung wurde die Gruppe durch Stig Arve Jørgensen ergänzt. Dieser brachte sich mit Hintergrundgesang ein und übernahm die Hammondorgel, nachdem Krutvik zu Akustikgitarre und Synthesizer überging. Nach der Veröffentlichung des Albums Far Out in Aradabia wurde die Bandlaufbahn vorerst beendet.
Im Jahr 2006 schlossen sich Smeby, Eskil Nyhus und Jørgensen mit dem neuen Bassisten Erik Paulsen zusammen und gründeten Arabs in Aspic II. In den folgenden Jahren wurden mehrere Demos aufgenommen, bis die Band im Jahr 2009 im Studio des TNT-Gitarristen Ronni LeTekro das Album Strange Frame of Mind aufnahm. Das von Tommy Hansen in den Jailhouse Studios in Dänemark gemasterte Album wurde von Kritikern hoch gelobt und noch vor der Veröffentlichung als LP im Jahr 2012 entschied sich die Band, das „II“ im Bandnamen zu streichen und erneut als Arabs in Aspic zu agieren. Zum Jahr 2019 wurde der langjährige Live- und Session-Percussionist Alessandro Elide festes Mitglied von Arabs in Aspic.

## Werk und Wirkung
Smeby schrieb von Beginn an den überwiegenden Teil der Musik. Als Einfluss nannte er neben Black Sabbath Stoner Rock und die klassische Moderne, während die weiteren Bandmitglieder Einflüsse aus dem Progressive Rock, inspiriert von Interpreten wie Genesis, King Crimson und Yes sowie der Musik des Balkan, Fusion, Jazz und mehr einbrachten. Die unterschiedlichen Herangehensweisen bilden dabei das musikalische Fundament der Band.

### Stil
Im Resultat ihrer Einflüsse kombiniert die Gruppe „typisch skandinavischen, leicht elegischen Retroprog mit einer guten Portion Hardrock.“ Allerdings variierte die Band ihren Stil mit dem Bruch der Bandhistorie. Während die ersten beiden Veröffentlichungen stärker dem Hard- und Psychedelic-Rock zugeneigt waren, orientierten sich jene nach der Reunion der Gruppe mehr am Progressive Rock. 
Mit Nähe zu Hawkwind, älteren Black Sabbath und Pink Floyd entspreche bereits das Debüt dieser Stilrichtung und vereine dazu „[d]üster wummernde Gitarren und viel Hammond-Orgel“. Dabei wird auf dem Debüt der Einfluss des Psychedelic Rock noch deutlicher bedient als auf späteren Veröffentlichungen.

„Immer wieder wird die ansonsten eher schwelgerische Musik von schweren Gitarrenriffs durchbrochen, die für einen ordentlichen Schuss Härte und damit für einen hübschen Kontrast sorgen. Die Gitarre setzt aber auch gerne zu ausgedehnten psychedelischen Exkursen an, was sich auf späteren Alben der Band in dieser Form nicht mehr findet. Dieser psychedelische Einfluss wird noch verstärkt durch den Einsatz der Orgel, die statt wilder Soli sich auf psychedelisches Wabern fokussiert, das dabei durchaus kräftig ausfallen kann.“

Auf dem anschließenden, und ein Jahr später veröffentlichten Far Out In Aradabia wurde der Stil „im Wesentlichen weitergeführt. Allerdings wird auf Far Out In Aradabia die hardrockige Seite der Band stärker betont, die schweren Gitarrenriffs krachen hier noch häufiger als auf dem Debüt“. Hinzugekommen sei ebenso mehr Eigenständigkeit und eine weitreichendere Kreativität. Musikalisch bleibe die Band dabei den 1970er Jahren verbunden, und Far Out In Aradabia sei Progeria stilistisch uns zeitlich so nah, dass Rezensenten vereinzelt vermuteten, „dass beide Alben in einer Session aufgenommen wurden.“

„Durch das ganze Album ziehen sich Klänge, die einer Rockscheibe von 1972 entstammen können. Laut und leise, Hammond und Mellotron, akustische Gitarren und Melodien zum Schwelgen.“

Mit dem 2010 veröffentlichten Reunion-Album Strange Frame of Mind nahm die Gruppe nach einer längeren Pause und einer personellen Umbesetzung eine musikalische Wendung zu einem „sympathischen, vollkommen altmodischen“ Progressive Rock, mit „fettem Sound und beeindruckenden Harmonien.“ Entsprechend wurde Strange Frame of Mind mit Blick auf die Stilentwicklung der Gruppe als „Beginn ihrer modernen Ära“ beurteilt. Ohne dazu die Einflüsse aus Psychedelic Rock, Bluesrock und Hard Rock gänzlich abzulegen, nahm die Band vermehrt Elemente des Progressive Rock auf. Das Keyboardspiel erwies sich als markanter Teil dieser Veränderung. Die Entwicklung wird mitunter mit dem hinzugekommenen Stig Arve Jørgensen assoziiert. Weitere Entwicklungen umfassten eine Erweiterung des ausgeprägten „Hintergrundgesang[s] in anspruchsvolleren Arrangements und die häufigere Verwendung ungerader Metren in der Musik.“ „Ironischerweise“, so Jon Davis, habe der Verlust des zweiten Gitarristen zu mehr Vielfalt im Gitarrenspiel geführt, da Smeby mehr unterschiedliche Töne und Techniken nutzte.

### Rezeption
Trotz der Stiländerung fielen die internationalen Kritiken zu den Veröffentlichungen von Arabs in Aspic anhaltend positiv aus. Insbesondere die Wiederveröffentlichungen und solche nach der Reunion über Black Widow Records und Karisma Records erfuhren erhöhte Aufmerksamkeit. Dabei wird die Band als „Institution in ihrem Metier“ gehandelt.
Das im Jahr 2003 über Børse Music erstveröffentlichte Debütalbum Progeria wurde insbesondere nach der Wiederveröffentlichung über Karisma Records international besprochen. Die Kritiken zu der von Jacob Holm-Lupo remasterten Version des Albums fielen überwiegend positiv aus. Die Veröffentlichung sei „eine kurze, aber schöne Kombination aus psychedelischem Retroprog und hardrockigen Einlagen“, der allerdings „noch die Raffinesse der späteren Alben“ der Gruppe fehle, schrieb Jochen Rinfrey für Babyblaue Seiten. Auf Metal Factory wurde das Album als „[s]ehr interessant“ für „70er-Jahre und Prog Rock Fans“ gelobt. Ähnlich wurde für das Webzine Vinyl-Keks geurteilt. Das Album sei für „Prog-Rocker:innen und Fans der 70er […] eine klare Empfehlung!“ Allerdings sei das Debüt „musikalisch noch nicht so ausgereift“ wie anschließende Veröffentlichungen. Mario Wolski von Saitenkult bemängelte hingegen, dass das Album „[l]eider viel zu kurz [sei], um als volles Album durchzugehen.“
Far Out In Aradabia schließe an die Qualität des Vorgängers an, überzeuge dabei jedoch mit eingebrachtem Humor. So führte der Humor und das improvisierte Stück Butterpriest Jam zu einer graduell besseren Bewertung durch Wolski von Saitenkult. Den Humor hebt ebenso Rinfrey für Babyblaue Seien hervor. Auch Norbert von Fransecky von Musikansich.de verwies auf die „auf Deutsch eingesprochene Nachrichten, die sowohl von der Sprache, wie vom Inhalt her völlig schräge Nummern sind.“ Für Jon Davis von Exposé weise die Band auf der Veröffentlichung auch mehr Eigenständigkeit und Kreativität auf. Die Improvisation Butterpriest Jam spaltete derweil die Rezensenten. Während das erst zur Wiederveröffentlichung zugefügte Stück von einigen als „19 Minuten Impro-Rock erster Güte“ und „echter Mehrwert“ lobend zum Herzstück und Höhepunkt der Veröffentlichung erklärt wurde, empfanden andere wie Eric Porter von Sea of Tranquility und Jon Davis von Exposé das Stück als langweilig und ermüdend.
Mit dem durch die Reunion eingeleiteten Stilwandel variierten auch die Empfehlungen. So wurde Strange Frame of Mind jenen Hörern angeraten, die Progressive Rock bevorzugen und die jüngeren Veröffentlichungen von Arabs in Aspic schätzen. In diesem neu gesetzten Kontext erweise sich die Musik zwar als „obsolet, da das Ganze […] ziemlich authentisch nach den 70ern klingt und zudem noch die erste Retroprogwelle der 90er […] aufgreift“, wirke jedoch „sehr gut“ gemacht, „technisch perfekt umgesetzt, […] sehr farbig und einfallsreich instrumentiert und daher alles in allem sehr abwechslungsreich.“

„Damit hatten Arabs in Aspic die Blaupause für ihre weiteren Alben […] gefunden, denn diesen Stil setzten sie im Wesentlichen fort. Mal mit längeren, mal mit kürzeren Stücken, mal mit englischem, mal mit norwegischem Gesang. Aber das will ich nicht bekritteln, denn zumindest mir macht diese Mixtur aus skandinavischer Elegie und wohldosierter Härte immer noch viel Spaß, auch wenn man diese Musik kaum als besonders innovativ bezeichnen kann“

Zu Picture in a Dream blieben die Einschätzungen erhalten, dass die Gruppe sich dem Klang der 1970er Jahre kongruent verschrieben habe. Dabei habe das Album, „natürlich überhaupt nichts Neues zu bieten“, sei allerdings „voller Charme und Spielfreude“. Steven Reid von Sea of Tranquility sah das Album derweil als Beleg einer fortlaufenden qualitativen Steigerung der Band. Alle Stücke erweisen sich als äußerst gekonnt eingespielt und mit kraftvoll harmonischem Gesang versehen. Diesen kritisierte Peter Hackett von Musicwaves allerdings. Die vielen Stimmen seien nicht ausgewogen abgestimmt und erdrückten so die Musik, die über einige exzellente Kompositionen verfüge.
Auch Victim of Your Father’s Agony weise die Vertrautheit der großen und klassischen Interpreten des Progressive Rock auf, aber Arabs in Aspic greife den Stil auf und interpretiere ihn „neu und frisch“ auf „ihre ganz eigene Art“. Auch Jürgen Meurer von Betreutes Proggen lobte den verlässlich „gut gelaunten 70er-inspirierten Prog“ des Albums und bemängelte lediglich die Spieldauer von 38 Minuten. Entgegen den Mutmaßungen, das Album sei durchgehend im konstanten Spiel, schrieb Henry Schneider von Exposé, das Album sei zwar „kein großer Schritt voraus,“ dennoch sei es „offensichtlich, dass sich die Band weiterentwickelt und reift.“
Das siebte Album der Band Syndenes Magi wurde von Thoralf Koß für Musikreviews.de als „retro-progressives Meisterwerk aus Norwegen, das sich atmosphärisch zwischen KING CRIMSON und PINK FLOYD bewegt“ gelobt. Als „musikalischer Nostalgietrip in die 70er, der immer wieder Erinnerungen an große Namen von damals evoziert“, und als Veröffentlichung „eine der faszinierendsten [LPs] des Jahres 2017“ sowie als „durchgängig […] musikalische[r] Höhepunkt“ beschrieben die Rezensenten des Webzines Babyblaue Seiten das Album. Herausgestellt wurde neben der Härte des Spiels, die sich von den Vorbildern abhebe, der norwegische Gesang, der dem Album eine eigene Note verleihe.

„Vor allem die exhumierten Tastenklänge der Vergangenheit – jede Menge Mellotron, aber auch heftige Orgelsounds – sind ein Freudenfest für Nostalgie Klangästheten des 70s Vibe. Hinzu kommt bei diesem Album auch noch Gesang in Landessprache, während man bei den Vorgängern auf die massenkompatible englischsprachige Version setzte. Doch gerade die authentischen Gesangspassagen verleihen dem Album noch mehr von diesem typisch skandinavischen Flair, das gerne eine melancholische Schlagseite aufweist.“

Auf Magic and Madness gelang es Andreas Schiffmann folgend, „alles, was sie seit je auszeichnet, zu einem vergleichsweise ‚dicken‘ Kern“ zu verdichten. So überführe Arabs in Aspic „die Frühphase von Genesis in die Jetztzeit“, weshalb er das Album zu „einem abriebfesten Dauerbrenner mit Suchtpotenzial und Anwärter auf den Titel ‚Prog-Platte des Jahres‘“ erklärte. Auch weitere Rezensionen wurden mit dem Lob gespickt, dass sich das Album als „Feuerwerk an ausgefuchsten Ideen, an großartigen Songs, die in einer unschlagbaren Lässigkeit dargeboten werden“ präsentiere. Bemängelt wurde vereinzelt, wie von Frank Jäger von Powermetal.de die Produktion als zu gleichförmig. Er mutmaßte, dass ein externer Produzent, „ein tolles Album“ noch besser hätte zur Geltung bringen können. Das Album erfuhr wiederholt die Kritik der geringen Eigenständigkeit, so gelinge es der Band nicht, „sich von der selbst herangezogenen Blaupause abheben zu können.“ Andererseits wurde das Album als solches gelobt, da es als gelungenes Exemplar des Retro-Prog, „dem progressivem Musikliebhaber sicher keine Wünsche offen“ lasse. Insbesondere „Sympathisanten des vielseitigen Retro-Rock“ würde das Album Vergnügen bereiten, denn mit Madness and Magic sei „Arabs in Aspic wieder ein schönes Retro-Album gelungen,“ das nur Nuancen hinter dem Vorgänger liege, urteilten die Rezensenten von Babyblaue Seiten.